# Округа Хоккайдо
Округа Хоккайдо (яп. 支庁 ситё:) — административные единицы губернаторства Хоккайдо. В округа входят города, посёлки и сёла губернаторства.

## История
- 1897 год — 19 ситё: были помещены в Агентство Хоккайдо (Саппоро, Хакодате, Камэда, Мацумаэ, Хияма, Сутцу, Иванаи, Отару, Сорати, Камикава, Масикэ, Соя, Абасири, Муроран, Уракава, Кусиро, Касаи, Немуро и Сяна).
- 1899 год — Саппоро-ку, Хакодате-ку и Отару-ку были созданы как муниципалитеты, независимые от ситё:. Саппоро-ситё: и Отару-ситё: были оставлены, а Хакодате-ситё: был распущен. Камэда-ситё: был переименован в Хакодате-ситё:.
- 1903 год — Мацумаэ-ситё: был объединен с Хакодате-ситё:. Сяна-ситё: был объединен с Немуро-ситё:.
- 1910 год — Сутцу-ситё:, Иванаи-ситё: и Отару-ситё: были объединены в Сирибеси-ситё:.
- 1914 год — Асахикава-ку был создан в качестве муниципалитета независимого от Камикава-ситё:. Масикэ-ситё: был переименован в Румои-ситё:.
- 1920 год — Муроран-ку был создан в качестве муниципалитета независимого от Муроран-ситё:.
- 1920 год — Кусиро-ку был создан в качестве муниципалитета независимого от Кусиро-ситё:.
- 1922 год — 6 ку вновь заявили как си (города). Саппоро-ситё: был переименован в Исикари-ситё:. Хакодате-ситё: был переименован в Осима-ситё:. Муроран-ситё: был переименован в Ибури-ситё:.
- 1932 год — Уракава-ситё: был переименован в Хидака-ситё:. Касаи-ситё: был переименован в Токати-ситё:.
- 1947 год — Агентство Хоккайдо было упразднено и губернаторство Хоккайдо было создано.

## Округа

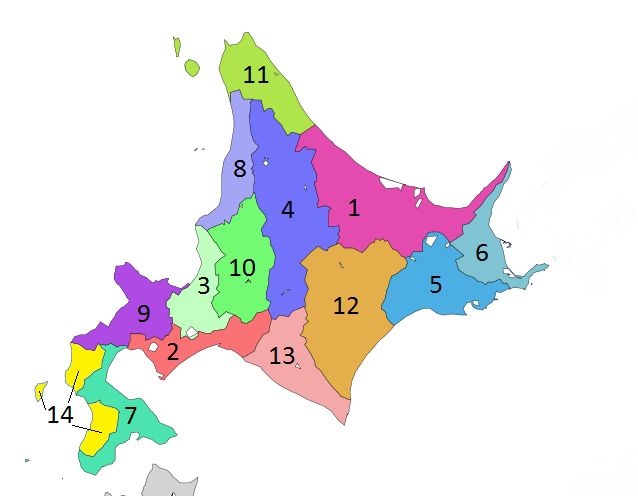
Карта округов Хоккайдо

| №                        | Округа                               | Административный центр | Крупнейшие города и посёлки | Население (2009) | Площадь (км²) | Плотность (чел./км²) | Уезды |
| ------------------------ | ------------------------------------ | ---------------------- | --- | ---------------- | ------------- | -------------------- | ----- |
| 1                        | Охотск Ohōtsuku オホーツク総合振興局 | Абасири (39 427)       | Китами (125 540) Абасири (39 427) Момбецу (24 844) Энгару (22 437) Бихоро (21 910)                                                                                 | 324 719          | 10690,6       | 30                   | 4     |
| 2                        | Ибури Iburi 胆振支庁                 | Муроран (94 918)       | Томакомай (174 042) Муроран (94 918) Ноборибецу (52 277) Дате (36 763)                                                                                             | 426 627          | 3698          | 115                  | 4     |
| 3                        | Исикари Ishikari 石狩支庁            | Саппоро (1 896 207)    | Саппоро (1 896 207) Эбецу (122 132) Титосэ (93 709) Энива (68 808) Исикари (61 078) Китахиросима (60 617)                                                          | 2 310 001        | 3539,9        | 653                  | 1     |
| 4                        | Камикава Kamikawa 上川支庁           | Асахикава (353 134)    | Асахикава (353 134) Наёро (30 600) Фурано (24 273) | 535 456          | 9852,2        | 54                   | 5     |
| 5                        | Кусиро Kushiro 釧路支庁              | Кусиро (185 190)       | Кусиро (185 190) Кусиро (20 936) | 261 883          | 5997,4        | 44                   | 5     |
| 6                        | Немуро Nemuro 根室支庁               | Немуро (29 676)        | Немуро (29 676) Накасибецу (24 195) | 84 035           | 3406,2        | 25                   | 3     |
| 7                        | Осима Oshima 渡島支庁                | Хакодате (282 091)     | Хакодате (282 091) Хокуто (49 315) Нанаэ (28 821) | 449 371          | 3936,3        | 114                  | 6     |
| 8                        | Румои Rumoi 留萌支庁                 | Румои (24 901)         | Румои (24 901) | 61 488           | 4019,9        | 15                   | 4     |
| 9                        | Сирибеси Shiribeshi 後志支庁         | Куттян (15 398)        | Отару (133 232) Йоити (21 386) | 250 065          | 4305,8        | 58                   | 9     |
| 10                       | Сорати Sorachi 空知支庁              | Ивамидзава (90 365)    | Ивамидзава (90 365) Такикава (43 588) Бибай (26 339) Фукагава (23 790)                                                                                             | 365 563          | 6558,2        | 56                   | 4     |
| 11                       | Соя Sōya 宗谷支庁                    | Вакканай (38 944)      | Вакканай (38 944) | 75 665           | 4050,8        | 19                   | 5     |
| 12                       | Токати Tokachi 十勝支庁              | Обихиро (168 713)      | Обихиро (168 713) Отофуке (45 639) Макубецу (27 302) | 354 147          | 10831,2       | 33                   | 7     |
| 13                       | Хидака Hidaka 日高支庁               | Уракава (14 262)       | Синхидака (25 756) | 81 403           | 4812          | 17                   | 6     |
| 14                       | Хияма Hiyama 檜山支庁                | Эсаси (9 105)          | - | 46 999           | 2629,9        | 18                   | 5     |
|                          |                                      |                        | |                  |               |                      |       |
| Хоккайдо Hokkaido 北海道 | Хоккайдо Hokkaido 北海道             | Саппоро (1 896 207)    | Саппоро (1 896 207) Асахикава (353 134) Хакодате (282 091) Кусиро (185 190) Томакомай (174 042) Обихиро (168 713) Отару (133 232) Китами (125 540) Эбецу (122 132) | 5 520 883        | 83456,6       | 66                   | 68    |

Япония претендует на южные Курильские острова, в настоящее время находящиеся под управлением России.